# .mov
.mov är ett videofilformat för Apple Inc. Formatet används i Apple Quicktime för Mac OS Classic och Windows. Vissa Open source-program stödjer också formatet .mov, som exempelvis VLC Media Player.
Ursprungligen var MOV-formatet endast tillgängligt för macOS-enheter. Med tiden utökades dock stödet och formatet blev kompatibelt med Windows PC-datorer. Men 2016 avbröt Apple stödet för MOV för Windows igen och lämnade det främst för sitt ekosystem. Expansion. mov är likvärdig med. qtff eller. qt, indikerar en relation till filformatet QuickTime.
MOV-formatet är baserat på spårkonceptet, där varje dataström - oavsett om det är video, ljud eller text (t.ex. undertexter) - spelas in, kodas och lagras separat. Spåren är organiserade enligt ett specifikt schema, vilket gör att du kan hantera multimediainnehåll på ett effektivt sätt. Den minsta beståndsdelen i en fil kallas atom. Atomer kan antingen innehålla specifika data eller fungera som överordnade behållare för andra atomer. Denna modulära struktur förenklar redigeringsprocessen avsevärt, eftersom användaren kan komma åt, ändra och skriva över enskilda delar av videon utan att behöva spara om hela filen. 
MOV är ett videofilformat som kännetecknas av att det är enkelt att redigera. Med MOV Editor kan du redigera MOV-filer på en mängd olika sätt, från klippning och beskärning till att lägga till effekter och övergångar. Redigering av MOV-filer öppnar upp för ett brett spektrum av kreativa möjligheter: du kan förbättra det visuella berättandet genom att lägga till effekter, övergångar, textöverlägg och andra element. Detta gör att du kan beskära, ändra storlek på och slå samman videoklipp, vilket är särskilt användbart för att förbereda innehåll för sociala medier eller andra plattformar. Dessutom ger MOV en högkvalitativ utdatafil, vilket säkerställer att dina videor ser professionella ut även efter redigering. På grund av sin mångsidighet och bekvämlighet är MOV fortfarande ett av de mest populära formaten för att skapa och bearbeta multimediainnehåll.